# Шульце, Франц Эйльхард
Франц Эйльхард Шульце (нем. Franz Eilhard Schulze; 22 марта 1840, Эльдена близ Грайфсвальда ‒ 2 ноября 1921, Берлин) — немецкий зоолог, профессор университетов в Ростоке, Граце и Берлине.

## Биография
Родился в 1840 году; изучал медицину и естественные науки в Ростоке (1859—1861), выдержал экзамен на степень врача, затем перешёл в Бонн, где под руководством Макса Шультце занимался гистологией животных, но вскоре снова вернулся в Росток; продолжал изучать медицину, в особенности же анатомию, гистологию и эмбриологию; в 1863 году — доктор медицины за диссертацию «Ueber den feineren Bau der Rinde des kleinen Gehirns», после чего стал читать анатомические лекции в качестве приват-доцента Ростокского университета; одновременно Шульце читал лекции анатомии за заболевшего Бергманна и временно заведовал институтами анатомии и сравнительной и микроскопической анатомии, за что назначен экстраординарным профессором.
В 1871 году назначен ординарным профессором зоологии и сравнительной анатомии при Ростокском университете и вскоре после этого по поручению прусского правительства участвовал в качестве зоолога в экспедиции для исследования Германского моря. В 1873 году приглашен занять кафедру зоологии и сравнительной анатомии в Граце, в 1881 году перешёл в Берлин профессором зоологии и вскоре избран членом Прусской академии наук. Как в Граце, так и в Берлине Шульце основал зоологический институт, а кроме этого, принял участие в учреждении зоологической станции в Триесте.
Учёная деятельность Шульце весьма плодотворна и касается анатомии и гистологии как беспозвоночных, так и позвоночных животных; среди многочисленных его учёных трудов особенно выдаются исследования над органами чувств у низших позвоночных и монографические обработки отдельных родов и отрядов губок, тем более, что почти ни один из зоологов до того времени не касался этого типа животного царства. С 1897 году Шульце по поручению Германского зоологического общества и Прусской академии наук взял на себя главную редакцию грандиозного труда «Das Tierreich, eine Zusammenstellung und Kennzeichnung der rezenten Tierformen», в котором предполагается дать описание всех ныне живущих животных с полной их классификацией.
Из большого числа учёных трудов Шульце достойны упоминания следующие: «Ueber die Sinnesorgane der Seitenlinie bei Fischen und Amphibien» («Arch. f. mikr. Anat.»,1870); «Ueber den Bau und die Entwicklung von Cordylophora lacustris» (Лпц., 1871); «Rhizopodenstudien» (6 ч., «Arch. f. mikr. Anat.», 1874—77); «Untersuchungen über den Bau und die Entwicklung der Spongien» и мн. др.